# Box set

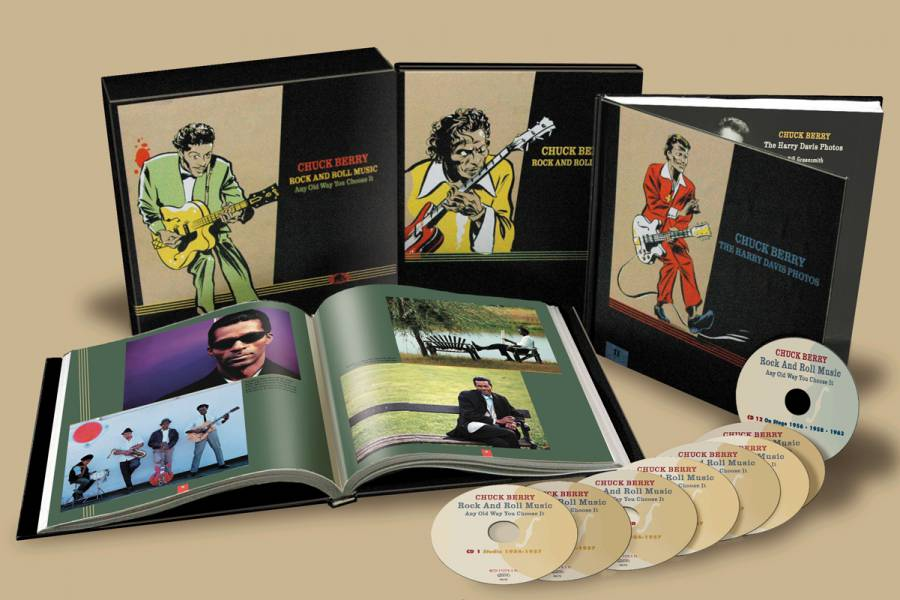
Box set Chucka Berry’ego

Box set (czasem też boxed set) – zestaw zawierający nagrania muzyczne, filmy, programy telewizyjne lub powiązane z nimi rzeczy zapakowane w pudełko (ang. box).

## Rodzaje box setów

### Box sety muzyczne
Zwykle box sety tego typu składają się z trzech lub więcej płyt kompaktowych, zawierających w sobie szeroki zakres dorobku artysty. Często długo aktywni muzycy lub zespoły wydają w box setach antologię swoich dzieł. W skład takich zestawów wchodzą również rzadkie lub niewydane wcześniej utwory. Niektóre box sety z kolei zawierają w sobie wszystkie już wydane single lub albumy wydawcy. Istnieją również zestawy, w skład których wchodzą wybrane najlepsze dzieła danego gatunku lub epoki. Do tej pory box setem, który sprzedał się w największej liczbie egzemplarzy pozostaje With the Lights Out grupy Nirvana. Najbardziej znane firmy zajmujące się produkcją box setów to Legacy Recordings i Rhino Records, które za swoją działalność otrzymały wiele Nagród Grammy. Największy wydany box set to In Search Of The autorstwa Bucketheada - łączna długość utworów zawartych na trzynastu płytach CD wynosi ponad dziewięć i pół godziny.

### Box sety DVD i VHS
Filmy i programy, zwykle telewizyjne, zebrane na płytach DVD lub kasetach VHS również są czasem sprzedawane w box setach. Przykładowo mogą one zawierać jeden lub kilka sezonów danego programu, kolekcję filmów danego reżysera lub w których gra dany aktor bądź aktorka, a także zestaw obrazów z danego gatunku. Często też zestawy mogą składać się ze wszystkich filmów z danej serii (Gwiezdne wojny, Władca Pierścieni) czy wybranych adaptacji książek danego pisarza (Stephen King, Jane Austen).

### Box sety książkowe
Jako swego rodzaju box sety sprzedaje się książki danego autora powiązane ze sobą (na przykład dzieła J.R.R. Tolkiena) lub jego dzieła zebrane (na przykład zbiór wszystkich sztuk Williama Szekspira).